# Влахи (цыгане)
Вла́хи (самоназвание вла́хуря, катуна́ря, ед. число вла́хо; реже форма с полногласием — воло́хуря, ед. число воло́хо) — цыганская этническая группа, входящая в состав большой цыганской группы рома. Потомки румынских цыган, выходцы из Валахии и Молдавии, живущие на Украине и в России. По вероисповеданию — православные. Традиционные занятия включали кузнечество, изготовление бытовых металлических предметов и инвентаря.
Группа сформировалась в среде крестьян княжества Валахия. Предки современных влахов переселились из Валахии и Молдавии, предположительно, в XV—XVI веках на Украину, где проживают по всему ареалу сэрвов. После воссоединения Левобережной Украины с Россией в середине XVII века влахи расселились на её южных территориях. Высокая степень сохранности цыганского языка у этой группы свидетельствует, что на территории Румынии они вели кочевой образ жизни. Продолжали кочевать и в Российской империи, а затем в СССР. Перешли к оседлому образу жизни после указа 1956 года, но некоторые семьи продолжали кочевье ещё в 1970-е годы.
Влахи считаются одной из наиболее консервативных групп в отношении манер и одежды. В России влахи являются одной из немногих этнических групп, которые сохранили традиционный костюм, близкий к костюму кэлдэраров. Так, астраханские цыганки носят широкие пёстрые юбки с оборкой, передники, косынки и кофты с широкими рукавами. Ранее на косынки и на кофты нашивали монеты. Женщины носили бусы и дорогие мониста, но подобно котляркам, ходили босиком. Волосы женщин заплетались сзади в косу или заматывались в пучок. Ребёнок носился не за спиной, а на груди. Мужская одежда также была выражено «цыганского» вида, включая рубашки с широкими рукавами и длинными манжетами. Кочевали с помощью открытых телег. Более богатые семьи относительно недавно обладали шарабанами «с зеркалами» и лакированными расписными боками.
Традиционно заняты ремеслом. В России основным промыслом было кузнечное дело: с помощью походных наковален занимались изготовлением лопат, тяпок и колодезных цепей, буравчиков и железных крючков.
Кузнечество и изготовление бытовых металлических предметов сохраняется у ряда семей, обычно в остаточной форме, в виде торговли инвентарем и инструментами. Другие влахи заняты торговлей продуктами и др. Группы влашек с детьми периодически приезжают из регионов Южного федерального округа в крупные российские города. В настоящее время влахи считаются одной из наименее адаптированных групп российских цыган.
В настоящее время влашское население сконцентрировано в Ставрополье, где составляет большинство цыган. Живут также в Поволжье, Астрахани, Ростовской области и Краснодарском крае. На Северном Кавказе упоминаются, предположительно, начиная с первой трети XIX века. В районах, где имеется наибольшая концентрация влашского населения, они составляют компактные поселения, в других регионах — небольшие слободки или живут отдельными домами в поселениях окружающего населения.
Н. Г. Деметер отмечала субэтнические группы: астраханские, пятигорские, ставропольские влахи и др..
И. Ю. Махотина, Я. А. Панченко выделяют четыре территориальных подразделения влахов: кубанские, ставропольские, донские, астраханские.
Этнографическая литература называет «влашскими цыганами» обычно не конкретную группу, а всех цыган, которые сформировались на территории Румынии. Влахи в России проживают длительное время и не сохранили памяти о своём происхождении, поэтому точно неизвестно какая румынская или молдавская группа находится с ними в прямом родстве. Предположительно, влахи являлись частью группы лае́ши (от рум. de laie — 'бродяги'). В исследовательской литературе лаеши описаны как цыгане, которые кочевали по Валахии и Молдавии. Основным занятием их было кузнечное дело, в том числе изготовление сельскохозяйственных орудий, как и у российских влахов. Женщины занимались попрошайничеством и иногда гаданием. Этноним влахи, как предполагается, возник после перемещения в Россию, став признаком прежнего места проживания.